# Украјина на Светском првенству у атлетици у дворани 2014.
Украјина је учествовала на Светском првенству у атлетици у дворани 2014. одржаном у Сопоту од 7. до 9. марта једанаести пут, односно учествовала је под данашњим именом на свим првенствима од 1993. до данас. Репрезентацију Украјине представљало је 19 такмичара (7 мушкарца и 12 жена), који су се такмичили у 14 дисциплина (5 мушких и 9 женских).,
На овом првенству Украјина је по броју освојених медаља заузела 19. место са освојене три медаље ( сребрна и две бронзане). Поред медаље њени такмичари су остварили два национална рекорда, десет лична и осам личних рекорда сезоне. У табели успешности према броју и пласману такмичара који су учествовали у финалним такмичењима (првих 8 такмичара) Украјина је са 7 учесника у финалу делила 9. место са 29 бодова.
| Плас. | Земља    | 1. место | 2. место | 3. место | 4. место | 5. место | 6. место | 7. место | 8. место | Бр. финал. | Бод. |
| ----- | -------- | -------- | -------- | -------- | -------- | -------- | -------- | -------- | -------- | ---------- | ---- |
| =9.   | Украјина | 0        | 1        | 2        | 0        | 1        | 1        | 1        | 1        | 7          | 29   |

## Учесници
| Мушкарци: - Виталиј Бутрим — 400 м, 4 х 400 м - Yevgen Gutsol — 4 х 400 м - Дмитрија Бикулов — 4 х 400 м - Данило Дануленко — 4 х 400 м - Андриј Проценко — Скок увис - Виктор Кузњецов — Троскок - Алексеј Касјанов — Седмобој | Жене: - Наталија Погребњак — 60 м - Олга Љахова — 800 м - Наталија Лупу — 800 м - Свитлана Шмит — 3.000 м - Хана Платицина — 60 м препоне - Ирина Херашченко — Скок увис - Ана Корнута — Скок удаљ - Олга Саладуха — Троскок - Олга Холодна — Бацање кугле - Галина Облешчук — Бацање кугле - Хана Мељниченко — Петобој - Алина Фјодорова — Петобој |  |

## Освајачи медаља (3)

### Сребро (1)
- Олга Саладуха — Троскок

### Бронза (2)
- Андриј Проценко — Скок увис
- Алина Фјодорова — Петобој

## Резултати

### Мушкарци
| Атлетичар        | Дисциплина | Лични рекорд | Квалификације  | Квалификације | Полуфинале           | Полуфинале           | Финале               | Финале       | Детаљи |
| Атлетичар        | Дисциплина | Лични рекорд | Резултат       | Место         | Резултат             | Место                | Резултат             | Место        | Детаљи |
| ---------------- | ---------- | ------------ | -------------- | ------------- | -------------------- | -------------------- | -------------------- | ------------ | ------ |
| Виталиј Бутрим   | 400 м      | 46,72        | 46,98          | 4. у гр. 1    | Није се квалификовао | Није се квалификовао | Није се квалификовао | 17 / 25 (27) |        |
| Виталиј Бутрим2  | 4 х 400 м  | 3:08,92 НР   | 3:07,54 кв, НР | 4. у гр. 1    |                      |                      | 3:08,79              | 6 / 10       |        |
| Yevgen Gutsol    | 4 х 400 м  | 3:08,92 НР   | 3:07,54 кв, НР | 4. у гр. 1    |                      |                      | 3:08,79              | 6 / 10       |        |
| Дмитрија Бикулов | 4 х 400 м  | 3:08,92 НР   | 3:07,54 кв, НР | 4. у гр. 1    |                      |                      | 3:08,79              | 6 / 10       |        |
| Данило Дануленко | 4 х 400 м  | 3:08,92 НР   | 3:07,54 кв, НР | 4. у гр. 1    |                      |                      | 3:08,79              | 6 / 10       |        |
| Андриј Проценко  | Скок увис  | 2,33         | 2,28 кв        | 1             | 2,36 ЛР              |                      |                      |              |        |
| Виктор Кузњецов  | Троскок    | 17,02        | 16,29 кв       | 8             | 16,34                | 8 / 12               |                      |              |        |

Седмобој
| Дисциплина   | Алексеј Касјанов | Алексеј Касјанов | Алексеј Касјанов | Алексеј Касјанов | Алексеј Касјанов | Алексеј Касјанов |
| Дисциплина   | Лич. рек.        | Резултат         | Бод.             | Плас.            | Укупно           | Плас.            |
| ------------ | ---------------- | ---------------- | ---------------- | ---------------- | ---------------- | ---------------- |
| 60 м         | 6,83             | 6,88 ЛРС         | 925              | 3                |                  |                  |
| Скок удаљ    | 8,04             | 7,54             | 945              | 3                | 1.870            | 2                |
| Бацање кугле | 15,38            | 15,41 ЛР         | 815              | 3                | 2.685            | 2                |
| Скок увис    | 2,08             | 2,03             | 831              | 4                | 3.516            | 3                |
| 60 м препоне | 7,85             | =7,85 ЛР         | 1.020            | 3                | 4.536            | 3                |
| Скок мотком  | 4,80             | 4,500 ЛРС        | 760              | 8                | 5.296            | 5                |
| 1.000 м      | 2:42,41          | 2:39,44 НР       | 880              | 4                |                  |                  |
| Седмобој     | 6.254 НР         |                  |                  |                  | 6.176 ЛРС        | 5 / 8            |

### Жене
| Атлетичарка        | Дисциплина   | Лични рекорд | Квалификације                 | Квалификације                 | Полуфинале                    | Полуфинале                    | Финале                        | Финале                        | Детаљи |
| Атлетичарка        | Дисциплина   | Лични рекорд | Резултат                      | Место                         | Резултат                      | Место                         | Резултат                      | Место                         | Детаљи |
| ------------------ | ------------ | ------------ | ----------------------------- | ----------------------------- | ----------------------------- | ----------------------------- | ----------------------------- | ----------------------------- | ------ |
| Наталија Погребњак | 60 м         | 7,24         | 7,30 КВ                       | 3. у гр. 1                    | 7,34                          | 4. у гр. 2                    | Нису се квалификовале         | 20 / 43                       |        |
| Олга Љахова        | 800 м        | 2:01,32      | 2:02,71 ЛР                    | 3. у гр. 1                    |                               |                               | Нису се квалификовале         | 9 / 17 (18)                   |        |
| Наталија Лупу      | 800 м        | 1:59,67      | Дисквалификована због допинга | Дисквалификована због допинга | Дисквалификована због допинга | Дисквалификована због допинга | Дисквалификована због допинга | Дисквалификована због допинга |        |
| Свитлана Шмит      | 3.000 м      | 8,41,01 НР   | 9:25,98                       | 2. у гр. 1                    |                               |                               | Није се квалификовала         | 15 / 15                       |        |
| Хана Платицина     | 60 м препоне | 8,15         | =8,15 ЛР                      | 6. у гр. 2                    | Није се квалификовала         | Није се квалификовала         | Није се квалификовала         | 19 / 29 (30)                  |        |
| Ирина Херашченко   | Скок увис    | 1,95         | 1,92                          | 10                            |                               |                               | Нису се квалификовале         | 10 / 17                       |        |
| Ана Корнута        | Скок удаљ    | 6,53         | 6,35                          | 11                            | 11 / 13                       |                               | Нису се квалификовале         |                               |        |
| Олга Саладуха      | Троскок      | 14,88 НР     | 14,31 КВ                      | 2                             | 14,45                         |                               |                               |                               |        |
| Олга Голодна       | Бацање кугле | 18,25        | 17,11                         | 16                            | Нису се квалификовале         | 16 / 19                       |                               |                               |        |
| Галина Облешчук    | Бацање кугле | 18,31        | 16,74                         | 17                            | Нису се квалификовале         | 17 / 19                       |                               |                               |        |

Петобој
| Дисциплина   | Хана Мељниченко | Хана Мељниченко | Хана Мељниченко | Хана Мељниченко | Хана Мељниченко | Хана Мељниченко |
| Дисциплина   | Лич. рек.       | Резултат        | Бод.            | Плас.           | Укупно          | Плас.           |
| ------------ | --------------- | --------------- | --------------- | --------------- | --------------- | --------------- |
| 60 м препоне | 8,20            | 8,18 ЛР         | 1.088           | 2               |                 |                 |
| Скок увис    | 1,84            | 1,81 ЛРС        | 991             | 6               | 2079            | 3               |
| Бацање кугле | 14,19           | 13,02           | 729             | 8               | 2.808           | 6               |
| Скок удаљ    | 6,41            | 6,27 ЛРС        | 934             | 2               | 3.742           | 5               |
| 800 м        | 2:14,35         | 2:18,40 ЛРС     | 845             | 8               |                 |                 |
| Петобој      | 4.748           |                 |                 |                 | 4.587, ЛРС      | 7 / 8           |

| Дисциплина   | Алина Фјодорова | Алина Фјодорова | Алина Фјодорова | Алина Фјодорова | Алина Фјодорова | Алина Фјодорова |
| Дисциплина   | Лич. рек.       | Резултат        | Бод.            | Плас.           | Укупно          | Плас.           |
| ------------ | --------------- | --------------- | --------------- | --------------- | --------------- | --------------- |
| 60 м препоне | 8,65            | 8,52 ЛР         | 1.013           | 7               |                 |                 |
| Скок увис    | 1.85            | 1,84 ЛРС        | 1.029           | 3               | 2.042           | 5               |
| Бацање кугле | 15,34           | 15,25           | 864             | 1               | 2.906           | 4               |
| Скок удаљ    | 6,34            | 6,26            | 930             | 3               | 3.836           | 2               |
| 800 м        |                 | 2:15,31 ЛР      | 888             | 7               |                 |                 |
| Петобој      |                 |                 |                 |                 | 4.724, ЛР       |                 |